# Robert Kenda
Robert Kenda, slovenski učitelj, * 31. maj 1878, Ajdovščina, † 1945. 
Po končani gimnaziji (matura v Novem mestu) je študiral filozofijo v Pragi. Kot učitelj je služboval po raznih krajih Slovenije, od leta 1923 dalje v Mariboru. Kot član ljubljanskega izobraževalnega društva Akademija je predaval v raznih krajih ter sodeloval pri kulturnih in narodnih društvih. Članke, katere je podpisoval s psevdonimom  Suženj laški, je objavljal v glasilih: Slovan (1914), Novi rod (1921) in Jadranski almanah (1923).